# Небізька сільська рада
Небізька сільська рада — колишня адміністративно-територіальна одиниця та орган місцевого самоврядування у Володарсько-Волинському (Володарському) і Черняхівському районах Волинської округи, Київської й Житомирської областей Української РСР та України з адміністративним центром у с. Небіж.

## Населені пункти
Сільській раді були підпорядковані населені пункти:
- с. Небіж
- с. Краснорічка
- с. Хичів

## Населення
Відповідно до результатів перепису населення СРСР, кількість населення ради, станом на 12 січня 1989 року, становила 483 особи.
Станом на 5 грудня 2001 року, відповідно до перепису населення України, кількість мешканців сільської ради становила 547 осіб.

## Склад ради
Рада складалася з 14 депутатів та голови.

### Керівний склад сільської ради
| ПІБ                        | Основні відомості                                                                         | Дата обрання | Дата звільнення |
| -------------------------- | ----------------------------------------------------------------------------------------- | ------------ | --------------- |
| Кицюк Валентина Михайлівна | Сільський голова, 1951 року народження, освіта, позапартійна                              | 26.03.2006   | 31.10.2010      |
| Омельчук Сергій Петрович   | Сільський голова, 1972 року народження, освіта незакінчена вища, член партії Єдиний Центр | 31.10.2010   |                 |

Примітка: таблиця складена за даними джерела

## Історія
Створена 28 вересня 1925 року в с. Небіж Фасівської сільської ради Володарського району Волинської округи. 18 грудня 1928 року підпорядковано с. Краснорічка (згодом — Краснорічка Перша) Краснорічківської сільської ради Володарського (згодом — Володарсько-Волинський) району та с. Кропивенський Поруб. На 1 жовтня 1941 року с. Кропивенський Поруб не значилося на обліку населених пунктів.
Станом на 1 вересня 1946 року сільська рада входила до складу Володарсько-Волинського району Житомирської області, на обліку в раді перебували села Краснорічка та Небіж.
11 серпня 1954 року, відповідно до указу Президії Верховної ради Української РСР «Про укрупнення сільських рад по Житомирській області», до складу ради включено села Краснорічка Друга (згодом — Краснорічка) та Олішівка ліквідованої Краснорічківської сільської ради Володарсько-Волинського району. 2 вересня 1954 року, відповідно до рішення Житомирського облвиконкому № 1087 «Про перечислення населених пунктів в межах районів Житомирської області», підпорядковано хутір Хичів Ягодинської сільської ради та х. Лизник Топорищенської сільської ради, с. Олішівка передане до складу Топорищенської сільської ради. 5 березня 1959 року, відповідно до рішення Житомирського ОВК № 161 «Про ліквідацію та зміну адміністративно-територіального поділу окремих сільських рад області», с. Лизник передане Топорищенській сільській раді, с. Краснорічка Перша — Поромівській сільській раді Володарсько-Волинського району. Підпорядковано села Рижани Четверті (згодом — Жовтнівка) та Рижани П'яті (згодом — Знам'янка) Рижанської сільської ради Володарсько-Волинського району. 19 квітня 1965 року, відповідно до рішення Житомирського ОВК № 211 «Про зміни в адміністративному підпорядкуванні деяких населених пунктів області», підпорядковано с. Кропивенка Радицької сільської ради Черняхівського району.
На 1 січня 1972 року сільська рада входила до складу Володарсько-Волинського району Житомирської області, на обліку в раді перебували села Жовтнівка, Знам'янка, Краснорічка, Кропивенка, Небіж та Хичів.
12 серпня 1974 року, відповідно до рішення Житомирського облвиконкому № 342 «Про зміни в адміністративно-територіальному поділі окремих районів області в зв'язку з укрупненням колгоспів», села Жовтнівка, Знам'янка та Кропивенка передані до складу Рижанської сільської ради Володарсько-Волинського району.
Виключена з облікових даних 17 листопада 2015 року через об'єднання до складу новоутвореної Новоборівської селищної територіальної громади Володарсько-Волинського району Житомирської області.
Входила до складу Володарського (Володарсько-Волинського, 28.09.1925 р., 8.12.1966 р.) та Черняхівського (30.12.1962 р.) районів.